# Andrés Pico
Andrés Pico (18 novembre 1810 - 14 février 1876) est un Californio qui devint un éleveur prospère. Il combat lors de la bataille contestée de San Pascual pendant la guerre américano-mexicaine et négocie des promesses de protection d'après-guerre pour les Californios dans le traité de Cahuenga de 1847. Après que la Californie est devenue une partie des États-Unis, Pico est élu à l'Assemblée et au Sénat de l'État. Il est nommé général de brigade commandant la milice de l'État pendant la guerre de Sécession.

## Origines
Andrés Pico est né à San Diego en 1810. C'est un membre de la famille Pico de Californie, une famille californienne éminente. Il est l'un des nombreux fils de José María Pico et María Eustaquia López. Son frère aîné est Pío Pico, qui occupe à deux reprises le poste de gouverneur de la Haute-Californie.

## Ranchero
En 1845, en vertu de la loi de sécularisation des anciennes propriétés de l'Église, son frère aîné, le gouverneur Pío Pico, accorde à Andrés Pico et à son associé Juan Manso un bail de neuf ans sur les terres de la Mission San Fernando Rey de España, qui englobe presque toute la vallée de San Fernando. À cette époque, Andrés Pico, éleveur de 35 ans, vit à Pueblo de Los Angeles. Il élève du bétail sur le ranch et utilise le complexe de la mission comme hacienda. Il donne Rómulo Pico Adobe à son fils.
En 1846, afin de collecter des fonds pour la guerre américano-mexicaine, le gouvernement de Pío Pico vend des terres de missions sécularisées. La Mission San Fernando est vendue à Eulogio de Celis, qui a fondé le Rancho Ex-Mission San Fernando. Celis retourne en Espagne, mais ses descendants restent en Californie. Aux termes de la sécularisation, la vente exclut le complexe de la Mission et ses environs immédiats, qui sont réservés à Don Andrés.

## Guerre américano-mexicaine

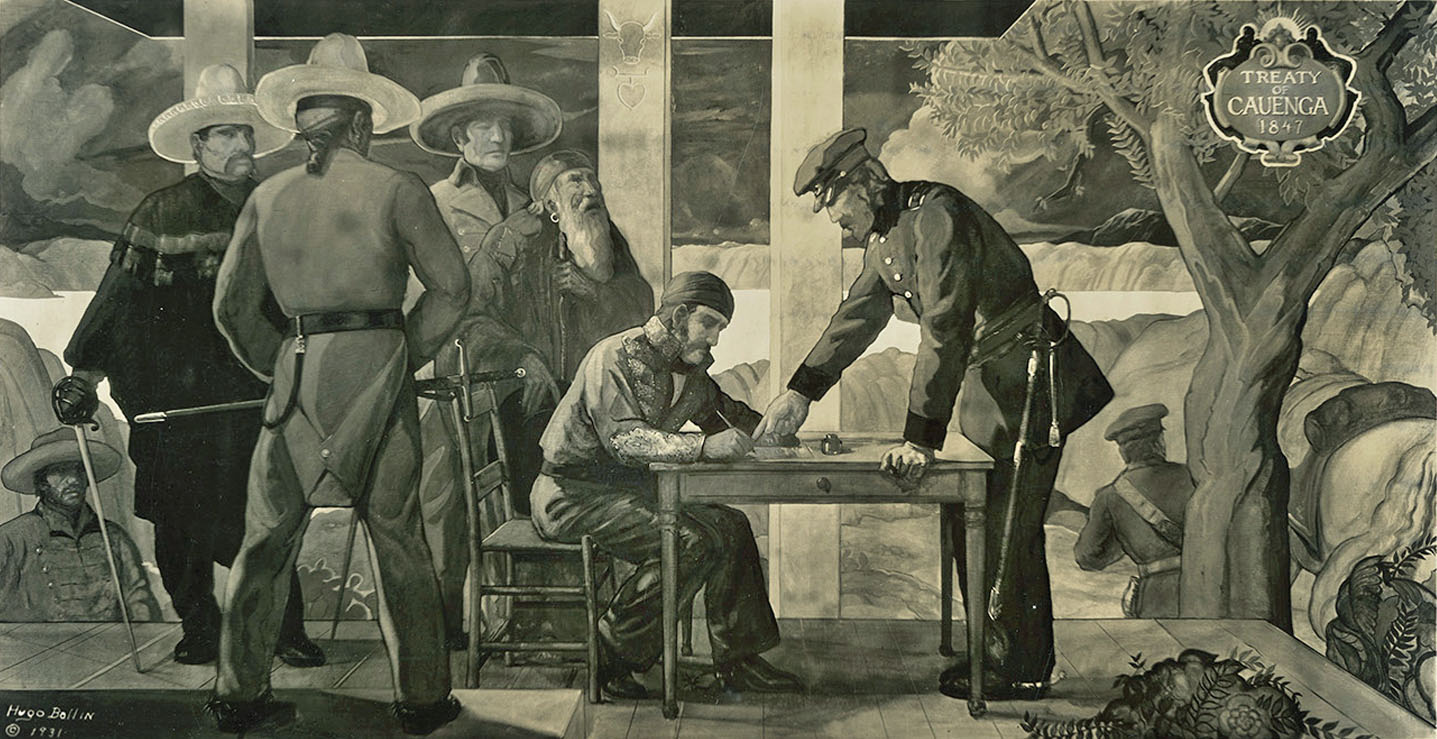
Signature du traité à Campo de Cahuenga par Andrés Pico et John C. Frémont.

Pendant la guerre américano-mexicaine, Andrés Pico commande les forces indigènes, les California Lancers, en Haute-Californie. En 1846, Pico mène une attaque contre les forces commandées par le général américain Stephen Watts Kearny lors de la bataille féroce, mais peu concluante, de San Pasqual. Il est parfois confondu avec son frère aîné Pío Pico, qui en 1847 est élu dernier gouverneur de Haute-Californie.
Andrés Pico est désigné gouverneur par intérim de la Haute-Californie mexicaine par José María Flores au moment de son départ. Son frère Pío Pico est alors au Mexique pour collecter des fonds supplémentaires pour la lutte contre les États-Unis. Le 13 janvier 1847, il s'approche du commandant américain, le lieutenant-colonel John C. Frémont, d'homme à homme et seul. Sans tirer un coup de feu, Don Andrés et Frémont acceptent les termes du cessez-le-feu de Cahuenga, un accord informel qui met fin à la guerre en Californie, en échange de promesses de protection de la Californie contre les abus des forces de Frémont. Frémont accepte d'arrêter de brûler les ranchs de Californie et de voler des chevaux et du bétail ; lui et Andrés Pico deviennent amis. Le cessez-le-feu est confirmé par le traité de San Fernando, officialisé à la mission.

## Activité post-indépendance

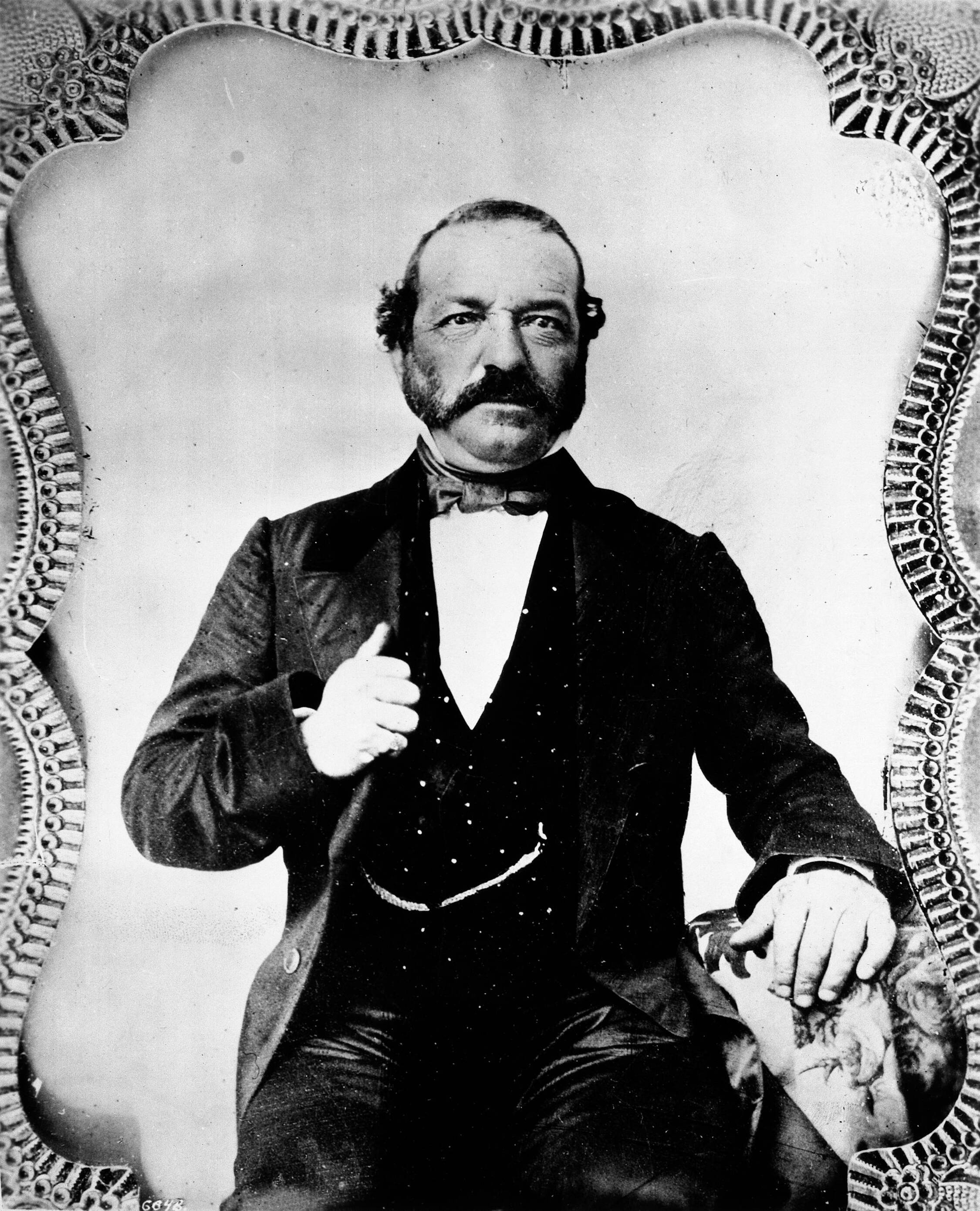
Pico sur une photo non datée.

Bien qu'il ait déjà combattu contre les Américains, Pico est élu délégué à la première Convention constitutionnelle de Californie en août 1849. En 1850, après l'obtention du statut d'État, Don Andrés est élu à l'Assemblée de l'État de Californie pour Los Angeles. En raison des sentiments anti-californios perçus à San Francisco, ainsi que de ses propres sentiments pro-sudistes, Don Andrés rédige ce qui était connu sous le nom de Pico Bill en février 1859, pour diviser la Californie en deux États, le nord et le sud. Le projet de loi propose de créer le « Territoire du Colorado » à partir des comtés du sud de l’État. Le projet de loi est adopté par les deux chambres de l'assemblée législative de l'État et signé par le gouverneur John B. Weller le 18 avril 1859. Mais le Congrès américain ne vote jamais sur le projet de loi en raison du déclenchement de la guerre de Sécession. L’approbation du Congrès américain était nécessaire avant que le partage proposé puisse être soumis au vote du peuple.
En 1853, Don Andrés acquiert une moitié des parts du Rancho Ex-Mission San Fernando auprès d' Eulogio F. de Celis ; la terre est divisée le long de l'actuel boulevard Roscoe, celles de son frère Pio Pico étant la moitié sud de la vallée de San Fernando jusqu'aux monts Santa Monica.
En 1858, Pico est nommé général de brigade dans la milice de Californie. En 1860, il est élu par l'assemblée législative de l'État comme sénateur de l'État de Californie de Los Angeles.
Le 7 mai 1861, Pico, l'ancien député James R. Vineyard et un partenaire obtiennent la permission de creuser une profonde tranchée en forme de fente dans le col entre les monts San Gabriel et les chaînes de montagnes de Santa Susana, créant ce qui deviendra le Beale's Cut Stagecoach Pass ou San Fernando Pass. L’État de Californie leur attribue un contrat de vingt ans pour entretenir la route et percevoir les péages. Vineyard est élu au Sénat de l'État de Californie du comté de Los Angeles (l'ancien siège de Pico) quatre mois plus tard, mais meurt en fonction. Un propriétaire foncier et géomètre nommé Edward Beale est nommé par le président nouvellement élu Abraham Lincoln au poste d'arpenteur général fédéral de Californie et du Nevada. Beale met en cause la loyauté du général envers le nouveau président et en 1863, il obtient le droit de percevoir le péage dans le col,.
Le ranch d'Andrés Pico, anciennement Mission San Fernando, est confisqué par un décret fédéral en 1864, qui stipule qu'il « n'en est pas propriétaire et n'en a jamais été propriétaire ». Réduit à la pauvreté, il prend sa retraite comme ranchero californio à Los Angeles. L'ancienne mission San Fernando est tombée en ruines jusqu'au milieu du XXe siècle, lorsque l'Église catholique romaine a conservé environ un quart de l'ancien quadrilatère de la mission.
La majeure partie de l'ancienne mission n'a jamais fait l'objet de restauration après la mort de Don Andrés. Le site des principaux bâtiments de la mission est désormais occupé par un lycée paroissial, y compris l'ancienne façade monumentale orientée à l'est vers l'ancienne route de Fort Tejon. Les sites des écuries de diligences de Butterfield, ainsi que les dépendances et les bâtiments de stockage du ranch et de l'hacienda de Don Andrés, ont été perdus lors du développement de la communauté urbaine moderne de Mission Hills.
Pico a épousé Catarina Moreno, petite-fille du pobladore de Los Angeles José Cesario Moreno, à San Diego. Ils ont eu un fils, Rómulo, et ont adopté une fille, également nommée Catarina.

## Postérité
- La maison de son fils, l' Andrés Pico Adobe, est la plus ancienne résidence de la vallée de San Fernando. Après avoir été laissée à l'abandon, elle a été restaurée par de nouveaux propriétaires au début des années 1930 qui l'ont également agrandie par une annexe[2],[11]. Elle est aujourd'hui exploitée comme une maison-musée et abrite les archives de la San Fernando Valley Historical Society. Identifiée comme une propriété importante dans l'enquête sur les bâtiments historiques américains de 1935[2], Andrés Pico Adobe est inscrite au Registre national des lieux historiques et comme monument historique et culturel de Los Angeles[12].
- Le boulevard Pico, qui s'étend de Santa Monica au centre-ville de Los Angeles, porte le nom de Pío Pico, l'ancien gouverneur, mais rend également hommage à toute la famille Pico.

## Galerie

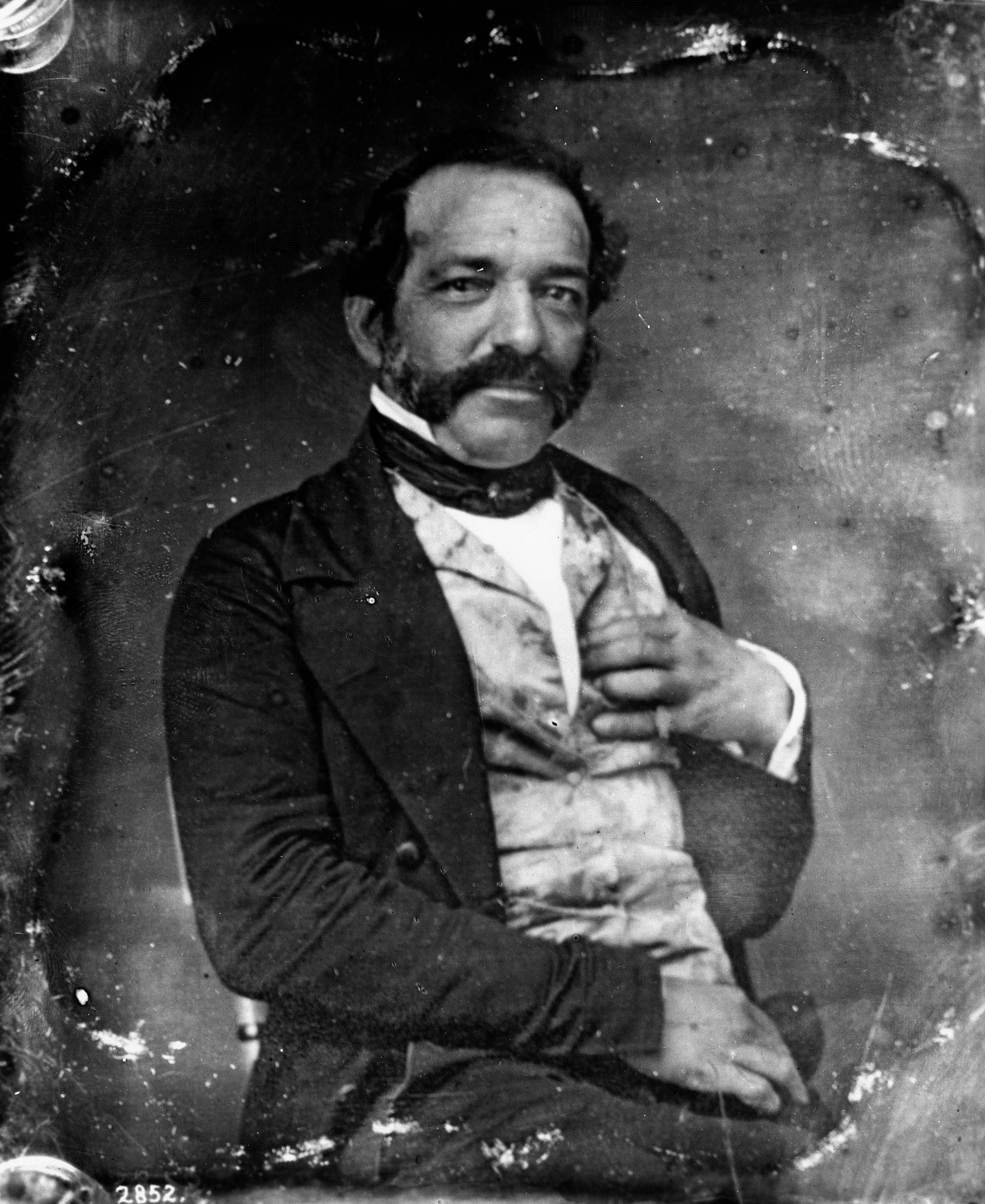
Pico sur une photo non datée
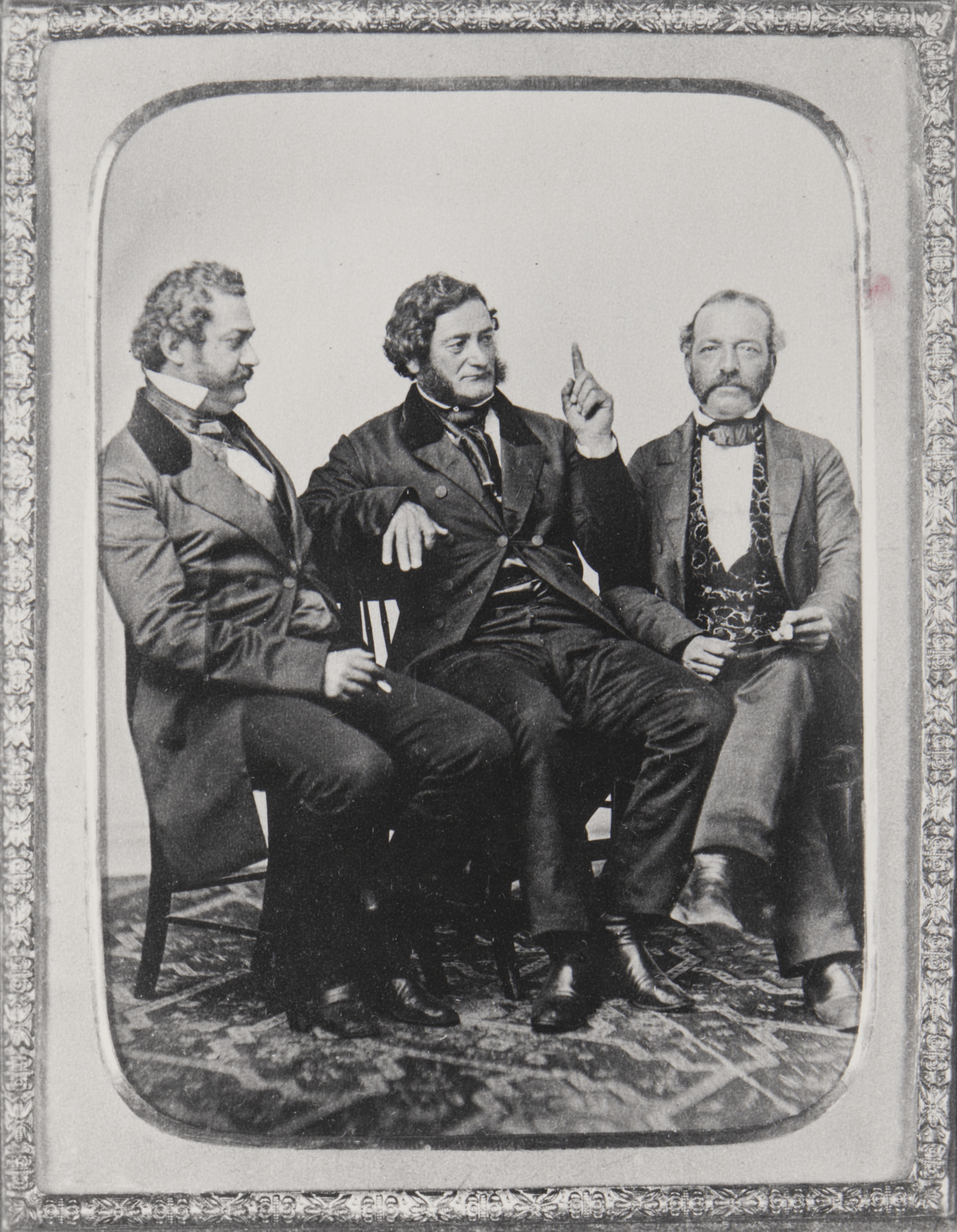
Portrait de Pablo de la Guerra, Salvador Vallejo et Andrés Pico
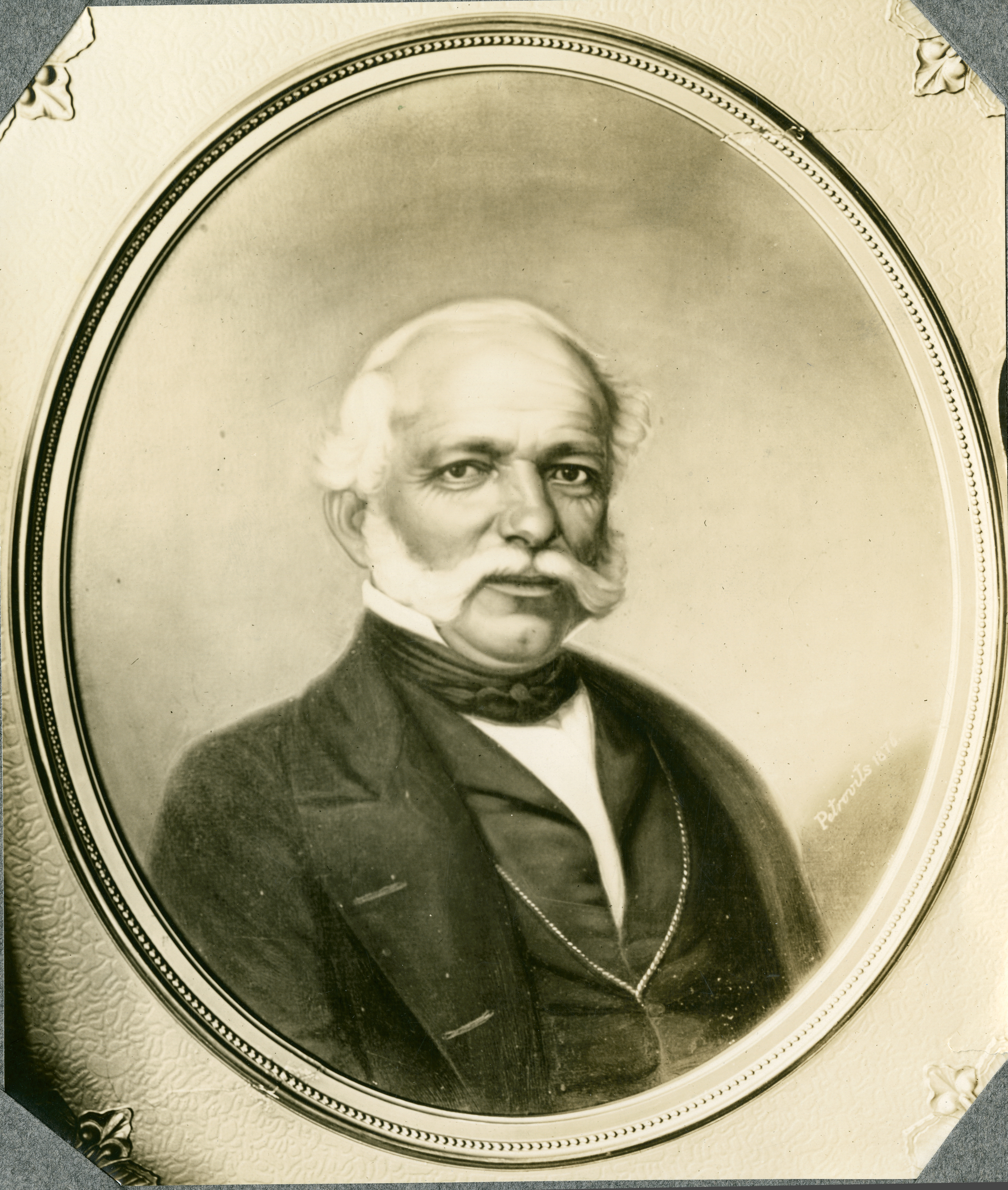
Peinture à l'huile de Pico par N. Paul Petrovits
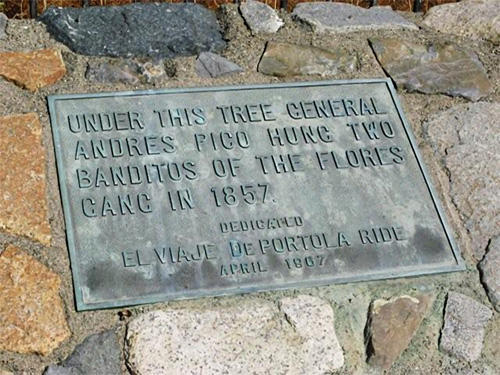
Plaque commémorative du lynchage du gang Flores Daniel